# غابرييل سانتوس
غابرييل سانتوس (بالبرتغالية: Gabriel Santos‏) (مواليد 4 مايو 1996) هو سبّاح برازيلي، مثّل بلاده في الألعاب الأولمبية الصيفية 2016.

## روابط خارجية
غابرييل سانتوس على موقع الاتحاد الدولي للسباحة (الإنجليزية)
- غابرييل سانتوس على موقع SwimRankings.net (الإنجليزية)
- غابرييل سانتوس على موقع اللجنة الأولمبية الدولية (الإنجليزية)
- غابرييل سانتوس على موقع أوليمبيديا (الإنجليزية)
- غابرييل سانتوس على موقع اللجنة الأولمبية البرازيلية (البرتغالية)